# Szállítók (számvitel)
Szállítók vagy Kötelezettségek áruszállításból és szolgáltatásból a számvitelben a szállítási, vállalkozási, szolgáltatási vagy egyéb szerződésekből származó, elismert tartozások megnevezése. A tartozás tartalmazza az általános forgalmi adó értékét is.
A magyar számviteli törvénynek megfelelő mérleg előírt tagolása szerint a szállítói kötelezettségeket a forrás oldalon kell szerepeltetni, az alábbi hierarchiában:
- Források (passzívák) >> F. Kötelezettségek >> III. Rövid lejáratú kötelezettségek >> Kötelezettségek áruszállításból és szolgáltatásból (szállítók)